# Боке (фотография)
 Тази статия е за фотографския термин.  За града в Западна Гвинея вижте Боке.  
Боке (на английски: bokeh) е термин от фотографията, с който се означава естетическият ефект на разфокусиране и размиване на светли проблясъци във фона на изображение. Бокето се дефинира като „начина, по който лещата визуализира фоновите източници на светлина, които се намират извън фокус“, т.е. то се проявява в онези части от сцената, които се намират зад зоната, до която достига дълбочината на остротата. Това е фотографска техника на снимане, при която фотографите преднамерено използват плитка дълбочина на фокуса. Чрез бокето се търси художествен ефект при създаването на изображения със значително разфокусирани области, като по този начин по-рязко изпъкват обектите в зоната на фокуса (ако има такива).
Ефектът на бокето се изразява най-силно, когато фонът е извън полето на фокус и съдържа малки по размери източници на светлина или ярки отражения (като улични лампи, коледни светлини или капки роса в макро фотографията), които изглеждат като светлинни дискове с много по-големи размери и преливащи, размити цветове. Всяка една светла точка се размазва и добива значително по-голяма кръгла форма, като тази форма е отражение на формата на диафрагмата на използвания обектив. При някои лещи светлите петна са под формата на многоъгълници, а не на кръгове. Роля играе не само формата, но и размера на диафрагмата. Като правило отворената бленда е с плитка дълбочина на фокус, което позволява по-голяма част от обектите в кадъра да са извън полето на фокус и съответно повече от тези обекти да се превърнат в боке форми. Отледалните телефото обективи създават боке, например под формата на „пръстени“. Възможни са и всякакви други боке форми, като обективът се покрива парче тъмен картон, в центъра на което да е изрязан исканият ефект в размери, подходящи на размера на диафрагмата на съответната оптика. Разбира се, подобни форми имат изцяло художествен елемент.
На естеството на зоната на бокето влияе и контраста в кадъра в зависимост от ъгъла, посоката, местоположението и силата на светлината, особено много този контраст се усеща в прехода към светлина, където се получава това размиване в кръговете (или елиптично и/или многоъгълно) С един обектив този кръг изглежда равномерно осветен, друг – по-ярък по краищата, с трети – по-ярък в центъра. Кръговете с ярък център и по-тъмни ръбове изглеждат по-меки от тези, които са равномерно осветени, или с ярки ръбове. По-меките кръгове се съчетават с околната среда, а светлите райони привличат вниманието, като отвлечат погледа от основния обект. Често с термина „боке“ се указват точно такива характерни фотографии. Най-често художествен ефект се използва в макрофотографията, портретната фотография, сватбената фотография, при фотографирането на животни, растения, нощни изгледи.
- Примери за боке
- Боке с Canon EOS 5D Mark II
- „Меко“ боке с Canon EOS 400D DIGITAL
- Боке с NIKON D4
- „Полуостро“ боке с NIKON D40
- Боке с Canon EOS 400D DIGITAL
- Боке, получено с катадиоптрична леща

## Произход на термина
Терминът идва от японската дума boke (暈け или ボケ), която означава „размиване“ или „замаяност“, или от boke-aji (ボケ味), „размитост“. Английската транскрипция „bokeh“ е популяризирана през 1997 година в списание „Photo Techniques“ когато тогавашният главен редактор Майк Джонстън, възлага на екипа си три статии по темата за броя от март/април 1997 г., като променя изписването от boke на bokeh, за да подскаже на англоезичните си читатели правилното произношение на думата (на английски изписана като boke думата би се произнасяла „боук“, докато за произношението „боке“ изписването трябва да е bokeh). В книги по фотография терминът bokeh се появява най-рано през 1998 година.